# كاني كبود (مقاطعة ديواندرة)
كاني كبود (بالفارسية: کانی کبود) هي مستوطنة تقع في قسم سارال الريفي (مقاطعة ديواندرة) في إيران. يقدر عدد سكانها بـ 18 نسمة بحسب إحصاء 2016.